# ريتشارد بيرنستاين
ريتشارد بيرنستاين (بالإنجليزية: Richard Bernstein)‏ هو مؤلف وصحفي أمريكي، ولد في 5 مايو 1944 في نيويورك في الولايات المتحدة.